# Шоста (притока Сіви)
Шо́ста (рос. Шестая) — річка у Пермському краї (Великососновський район), Росія, ліва притока Сіви.
Річка починається за 2 км на схід від колишнього села Песьянка. Течія спрямована спочатку на південь, потім, після прийому ліворуч притоки Полуденної, на південний захід. Впадає до Сіви двома рукавами навпроти гирла Вахринки.
Русло нешироке, береги заліснені, долина неширока. Приймає декілька приток, найбільшими з яких є Полуденна та Муревська. Збудовано автомобільний міст в середній течії та два ставки у нижній площею 0,14 і 0,12 км².
Над річкою розташоване село Пікулі.